# Заусайлов, Александр Николаевич
Александр Николаевич Заусайлов (13 августа 1860, Елец — 17 июля 1915, там же) — русский купец 1-й гильдии, промышленник, благотворитель. Потомственный почётный гражданин города Ельца (1900), Коммерции советник (1910). Награждён орденами Святой Анны III степени (1898), Святого Станислава II степени (1905).

## Биография
Родился Александр Заусайлов 13 августа 1860 года в Ельце, в купеческой семье. Отец — Николай Гаврилович Заусайлов — владелец табачной фабрики, у Александра Николаевича было пятеро сестёр и младший брат Митрофан. В Елецкой мужской гимназии Александр Заусайлов окончил пять классов. После смерти отца в 1887 году Александр Николаевич становится владельцем табачной фабрики, основанная его дедом в 1861 году. 6 мая 1894 года в 4 часа утра табачная фабрика сгорела, остался только деревянный фабричный корпус обложенный кирпичом. Александр Николаевич Заусайлов построил новую табачно-махорочную фабрику на том же месте, предоставив проект с современными технологиями и 1 февраля 1896 года авторитетная комиссия прибыла на табачную фабрику, произвела осмотр, постановила: «признать табачную фабрику вполне удовлетворяющей всем техническим санитарно-гигиеническим условиям и считать её образцовой в городе Ельце».
К 1910 году на фабрике работало около тысячи рабочих и 75 приказчиков, годовой оборот составил четыре миллиона рублей. Александр Николаевич на свои средства при табачной фабрике организовал бесплатный приют «Ясли», в котором жили дети рабочих. Дети находились под присмотром воспитателей. Здания табачной фабрики и приюта «Ясли» были выстроены в классическом стиле и украшают город Елец. В настоящее время табачная фабрика А. Н. Заусайлова является объектом культурного наследия регионального значения. В здании приюта «Ясли» по ул. Ленина 68 (бывшая Манежная) размещалась детская поликлиника, сейчас оно передано под музей ремёсел.
В 1907 году в своём имении «Ключ жизни» открыл производство ягодного и яблочного виноделия, на которое потратил около трёхсот тысяч руб. Был заказчиком строительства Казённого винного склада № 2, в настоящее время это Елецкий ликёро-водочный завод, который также является объектом культурного наследия регионального значения.
Александр Николаевич построил несколько домов: «загородный дом», в настоящее время здесь располагается управление здравоохранения; дом, в котором жил старший сын Владимир используется для показа экспозиции краеведческого музея, в других домах живут жители города Ельца.
Александр Николаевич был одним из самых богатых людей города Ельца, занимался благотворительностью и принимал активное участие в общественной жизни города. Устроил ботанический сад с деревьями и цветами на территории современного городского парка, который является памятником природы. В этом саду росли экзотические фруктовые деревья в огромной стеклянной оранжерее, павлины разгуливали по аллеям, а белые лебеди плавали в водоёме, имеющем контур Чёрного моря.
Построил в Ельце Великокняжескую Александро-Михайловскую церковь и водопроводную башню. 15 ноября 1909 года в городе началось строительство церкви Александра Невского и Михаила Тверского (Великокняжеская церковь). Архитектором постройки церкви был Э. Вильфарт, Александр Николаевич пожертвовал около двухсот тысяч руб. на её постройку. Великокняжеская церковь была построена за один год и три месяца, 11 февраля 1911 года состоялось торжественное открытие и освящение церкви. Рядом с Великокняжеской церковью Заусайлов построил в 1913 году Дом призрения для неимущих, дом для приюта стариков, потерявших трудоспособность. Великокняжеская церковь и Дом призрения являются памятниками архитектуры регионального значения.
С 1896 года в Елецком уезде был почётным попечителем Елецкого общества земледельческой исправительной колонии для малолетних преступников, он построил там церковь на собственные средства.
Купец 1-й гильдии, Александр Николаевич Заусайлов был принят при дворе и лично был знаком с князем Михаилом Александровичем, который останавливался в его доме, приезжая неоднократно в Елец, а также здесь побывала княгиня Ольга Александровна со своим мужем Петром Александровичем Ольденбургским.
А. Н. Заусайлов — Гласный Думы, член управления комитета Красного Креста, отмечен наградами: орден Святой Анны 3-й степени (пожалован в 1898 году), Потомственное Почётное Гражданство (1900), орден Святого Станислава 2-й степени (1905) — от Министерства юстиции; от Министерства торговли и промышленности — звание коммерции советника (1910). В Елецком краеведческом музее выставлены в экспозиции две царские грамоты по поводу потомственного почётного гражданства, одна из которых касается Александра Николаевича Заусайлова:
Мы, Николай Вторый, манифестом в десятый день апреля 1832 года установлено сословие почетных граждан на правах оным предначертанных. Елецкий второй гильдии купец и кавалер ордена Святой Анны З степени Александр Николаев Заусайлов представленными актами доказал право на потомственное почетное гражданство, то, возводя оного Александра Николаева Заусайлова с женою Варварою Васильевой и детьми Владимиром, Алексеем, Александром, Михаилом, Раисою и Софиею в сословие почетных граждан, Всемилостивейше повелеваю пользоваться ему так и потомству его всеми правами и преимуществами Манифестом сему сословию дарованными. В свидетельство сего повелели Мы сию грамоту Правительствующему Сенату подписать и Нашею печатью укрепить. Дана в Санкт-Петербурге октября 24 дня 1900 года. В Министерстве иностранных дел записано по № ЗЗЗ.
Скончался 17 июля 1915 года в Ельце. По разрешению Епархиального и гражданского начальства был похоронен под алтарём построенной им Великокняжеской церкви, в 2003 году здесь был установлен его бюст: скульптор В. Л. Челядин, архитектор А. В. Новосельцев.

## Семья
Александр Николаевич Заусайлов был трижды женат. Первая жена — Екатерина Александровна Глушкова, скончалась в 1896 году, прожили вместе чуть более десяти лет, оставила ему четверых детей. Вторая супруга — Ольга Александровна Петрова не прожив в супружестве и двух лет умерла, оставив сына Александра. Третья жена — Варвара Васильевна Шляхова, была на шестнадцать лет моложе Александра Николаевича и родила ему ещё четверых детей.

## Фотогалерея
- Церковь Александро-Михайловская (Великокняжеская)
- Ансамбль церкви Александро-Михайловской (Великокняжеской) и Дома призрения. Бюст А. Н. Заусайлова
- Дом призрения
- Елецкая табачная фабрика
- Здание детских яслей (для работниц табачной фабрики Заусайлова)